# رولاند لي
رولاند لي (بالإنجليزية: Rowland Leigh)‏ هو كاتب سيناريو وكاتب أغاني وشاعر أمريكي، ولد في 1903 في لندن في المملكة المتحدة، وتوفي في 8 أكتوبر 1963 في نيويورك في الولايات المتحدة.

## وصلات خارجية
- رولاند لي على موقع IMDb (الإنجليزية)
- رولاند لي على موقع ألو سيني (الفرنسية)
- رولاند لي على موقع ميوزك برينز (الإنجليزية)
- رولاند لي على موقع أول موفي (الإنجليزية)
- رولاند لي على موقع قاعدة بيانات برودواي على الإنترنت (الإنجليزية)
- رولاند لي على موقع قاعدة بيانات الأفلام السويدية (السويدية)
- رولاند لي على موقع قاعدة بيانات الفيلم (الإنجليزية)
- رولاند لي على موقع كينوبويسك (الروسية)